# My Girl – Az első szerelem
A My Girl – Az első szerelem (eredeti cím: My Girl) 1991-ben bemutatott amerikai dráma-filmvígjáték, melyet Laurice Elehwany forgatókönyvéből Howard Zieff rendezett. A film története egy lányról szól, aki különböző érzelmi magasságokba jut és mélypontra kerül. A főszerepben Dan Aykroyd, Jamie Lee Curtis, Macaulay Culkin és az ebben a filmben debütáló Anna Chlumsky látható.  
A film folytatása 1994-ben jelent meg My Girl 2. – Az első igazi kaland címmel.

## Cselekmény
|  | Alább a cselekmény részletei következnek! |

A film cselekménye 1972 nyarán játszódik a pennsylvaniai Madisonban. Vada Sultenfuss (Anna Chlumsky) tizenegy éves fiús lány, aki hipochonder. Vada özvegy édesapja, Harry Sultenfuss (Dan Aykroyd) nem érti meg lányát és ennek eredményeként folyamatosan figyelmen kívül hagyja őt. Harry temetkezési vállalkozó, aki otthonának pincéjében vezeti vállalkozását. Hogy több figyelmet kapjon, Vada folyton újabb és újabb betegségeket talál ki magának, az ötleteit Harry kuncsaftjaiból meríti. A lány úgy gondolja, ő ölte meg édesanyját, aki szülés közben halt meg. Velük élő nagyanyja (Ann Nelson), Alzheimer-kórban szenved. Harry testvére Phil (Richard Masur) a közelben lakik és gyakran besegít a családnak. Vada legjobb barátja Thomas J. Sennett (Macaulay Culkin), a népszerűtlen kisfiú. A nyár kalandokban bővelkedik, elcsattan az első csók és Vada belép a kamaszkorba.
Vada nyári szünete jól kezdődik. Összebarátkozik Shelly DeVotóval (Jamie Lee Curtis), aki apja temetkezési vállalkozásában a halottak sminkeseként dolgozik. Shelly néhány hasznos tanáccsal látja el Vadát a nővé válásról. Vada beleszeret irodalomtanárába, Mr. Bixlerbe (Griffin Dunne) és pénzt lop Shelly lakókocsijából, hogy részt vegyen a nyári írásgyakorlat órán, amelyet Mr. Bixler tart.
Hamarosan a dolgok kezdenek szétesni Vada életében. Apja randevúzni kezd Shellyvel, majd nemsokára el is jegyzi őt. Megtapasztalja élete első menstruációs ciklusát, Thomas J. meghal egy allergiás reakció miatt, amit méhcsípések okoztak, miközben Vada a hangulatgyűrűjét kereste az erdőben és rájön, hogy Mr. Bixlernek barátnője van. Vada fájdalmát enyhíti, hogy apja elmondja neki, anyja nem miatta halt meg. A film végén Vada leküzdi a fájdalmat és a bánatot.
|  | Itt a vége a cselekmény részletezésének! |

## Szereplők
| Színész          | Szerep            | Magyar hang   |
| ---------------- | ----------------- | ------------- |
| Dan Aykroyd      | Harry Sultenfuss  | Papp János    |
| Jamie Lee Curtis | Shelly DeVoto     | Ráckevei Anna |
| Macaulay Culkin  | Thomas J. Sennett | Gerő Gábor    |
| Anna Chlumsky    | Vada Sultenfuss   | Vadász Beáta  |
| Griffin Dunne    | Mr. Jake Bixler   | Mihályi Győző |
| Richard Masur    | Phil Stultenfuss  | Vass Gábor    |
| Ann Nelson       | Vada nagymamája   | Feleki Sári   |

## Zene
A film zenéje számos az 1960-as és 1970-es évekbeli klasszikust is tartalmaz a pop slágerek mellett, beleértve a Wedding Bell Blues"-t (The 5th Dimension), az If You Don't Know Me By Nowt (Harold Melvin & the Blue Notes), a Bad Moon Risingot (Creedence Clearwater Revival), a Good Lovin' (The Rascals), és a Saturday in the Parkot (Chicago). Amikor Vada ideges bedugja a fülét és a Manfred Mann-féle Do Wah Diddy Diddy című dalt énekli, ami szintén szerepelt a filmzenei albumon.[forrás?]